# ماریارا تراشا
ماریارا تراشا (انگلیسی: Marioara Trașcă؛ زادهٔ ۲۹ october ۱۹۶۲ (۶۲ سال)) ورزشکار روئینگ اهل رومانی است.
وی در مسابقات کشوری و بین‌المللی در مجموع برندهٔ ۳ مدال طلا، ۲ مدال نقره، ۲ مدال برنز شده‌است.